# 文思理
文思理（英語：Sidney Mintz，1922年11月16日—2015年12月27日），又譯文思理或西德尼、是美国人类学家，以其对加勒比文化、克里奥尔化和食物的研究而闻名。

## 生平
文思理在1951年从哥伦比亚大学获得博士学位，并在波多黎各展开对当地甘蔗工人的田野研究。他曾经在耶鲁大学教了20年书，后来协助建立了约翰·霍普金斯大学的人类学系。文思理的《甜与权力：糖在近代历史上的地位》被认为是社会人类学及对食物的研究等范围内最杰出的经典之一。
Sidney Mintz正式的中文名字應該是「文思理」，此名是他的研究助理以粵語發音為他取的，且經本人認可使用。Sidney Mintz在1998年客座香港中文大學人類學系講學時，也用文思理這個中文名印了名片。「西敏司」則是《甜與權力》中文譯本給的音譯名。